# Puchar Europy w Lekkoatletyce 1965 – finał kobiet
Finał pucharu Europy w lekkoatletyce w 1965 kobiet odbył się 19 września w Kassel. Wystąpiło sześć zespołów, które awansowały z trzech półfinałów.

## Klasyfikacja generalna
| Poz. | Reprezentacja | Punkty |
| ---- | ------------- | ------ |
| 1    | ZSRR          | 56     |
| 2    | NRD           | 42     |
| 3    | Polska        | 38     |
| 4    | RFN           | 37     |
| 5    | Węgry         | 32     |
| 6    | Holandia      | 26     |

## Wyniki indywidualne
Kolorami oznaczono zawodniczki reprezentujące zwycięskie drużyny.

### Bieg na 100 metrów
| Lp. | Państwo  | Zawodniczka       | Wynik |
| --- | -------- | ----------------- | ----- |
| 1.  | Polska   | Ewa Kłobukowska   | 11,3  |
| 2.  | RFN      | Erika Pollmann    | 11,6  |
| 3.  | ZSRR     | Galina Mitrochina | 11,6  |
| 4.  | Węgry    | Margit Nemesházi  | 11,6  |
| 5.  | Holandia | Lydia Vonk        | 11,6  |
| 6.  | NRD      | Ingrid Tiedtke    | 11,9  |

### Bieg na 200 metrów
| Lp. | Państwo  | Zawodniczka      | Wynik |
| --- | -------- | ---------------- | ----- |
| 1.  | Polska   | Ewa Kłobukowska  | 23,0  |
| 2.  | RFN      | Ingrid Becker    | 24,0  |
| 3.  | ZSRR     | Wira Popkowa     | 24,1  |
| 4.  | NRD      | Gundula Diel     | 24,1  |
| 5.  | Holandia | Truus Cruiming   | 24,3  |
| 6.  | Węgry    | Margit Nemesházi | 24,5  |

### Bieg na 400 metrów
| Lp. | Państwo  | Zawodniczka      | Wynik |
| --- | -------- | ---------------- | ----- |
| 1.  | ZSRR     | Marija Itkina    | 54,0  |
| 2.  | Holandia | Hilde Slaman     | 54,6  |
| 3.  | NRD      | Gertrud Schmidt  | 54,9  |
| 4.  | Węgry    | Antónia Munkácsi | 55,3  |
| 5.  | Polska   | Celina Gerwin    | 56,1  |
| 6.  | RFN      | Christine Linz   | 56,3  |

### Bieg na 800 metrów
| Lp. | Państwo  | Zawodniczka      | Wynik  |
| --- | -------- | ---------------- | ------ |
| 1.  | NRD      | Hannelore Suppe  | 2:04,3 |
| 2.  | Holandia | Ilja Laman       | 2:04,6 |
| 3.  | RFN      | Antje Gleichfeld | 2:04,7 |
| 4.  | Węgry    | Zsuzsa Nagy      | 2:04,9 |
| 5.  | ZSRR     | Wiara Muchanowa  | 2:07,1 |
| 6.  | Polska   | Danuta Sobieska  | 2:08,9 |

### Bieg na 80 metrów przez płotki
| Lp. | Państwo  | Zawodniczka       | Wynik  |
| --- | -------- | ----------------- | ------ |
| 1.  | ZSRR     | Irina Press       | 10,4 = |
| 2.  | NRD      | Gundula Diel      | 10,5   |
| 3.  | RFN      | Inge Schell       | 10,6 = |
| 4.  | Holandia | Lia Hinten        | 10,8   |
| 5.  | Węgry    | Annamária Kovács  | 11,4   |
| 6.  | Polska   | Elżbieta Bednarek | 12,4   |

### Sztafeta 4 × 100 metrów
| Lp. | Państwo  | Zawodniczki                                                              | Wynik |
| --- | -------- | ------------------------------------------------------------------------ | ----- |
| 1.  | Polska   | Mirosława Sałacińska Elżbieta Kolejwa Irena Kirszenstein Ewa Kłobukowska | 44,9  |
| 2.  | ZSRR     | Galina Mitrochina Wira Popkowa Ludmiła Samotiosowa Tatjana Tałyszewa     | 45,2  |
| 3.  | NRD      | Angela Höhme Ingrid Tiedtke Ursula Böhm Gundula Diel                     | 45,7  |
| 4.  | Węgry    | Erzsébet Heldt Annamária Kovács Ida Such Margit Nemesházi                | 46,2  |
| 5.  | Holandia | Truus Cruiming Lia Hinten Hilde Slaman Lydia Vonk                        | 46,9  |
| 6.  | RFN      | Gerlinde Beyrischen Hannelore Trabert Inge Schell Erika Pollmann         | 50,6  |

### Skok wzwyż
| Lp. | Państwo  | Zawodniczka      | Wynik |
| --- | -------- | ---------------- | ----- |
| 1.  | ZSRR     | Taisija Czenczik | 1,70  |
| 2.  | NRD      | Karin Rüger      | 1,70  |
| 3.  | Polska   | Jarosława Bieda  | 1,64  |
| 4.  | Holandia | Marjan Thomas    | 1,64  |
| 5.  | RFN      | Ilia Hans        | 1,64  |
| 6.  | Węgry    | Éva Gelei        | 1,61  |

### Skok w dal
| Lp. | Państwo  | Zawodniczka          | Wynik |
| --- | -------- | -------------------- | ----- |
| 1.  | ZSRR     | Tatjana Szczełkanowa | 6,68  |
| 2.  | Polska   | Irena Kirszenstein   | 6,34  |
| 3.  | RFN      | Helga Hoffmann       | 6,30  |
| 4.  | NRD      | Burghild Wieczorek   | 6,20  |
| 5.  | Węgry    | Eta Kispál           | 6,13  |
| 6.  | Holandia | Hilly Gankema        | 5,45  |

### Pchnięcie kulą
| Lp. | Państwo  | Zawodniczka        | Wynik |
| --- | -------- | ------------------ | ----- |
| 1.  | ZSRR     | Tamara Press       | 18,59 |
| 2.  | NRD      | Renate Garisch     | 16,96 |
| 3.  | RFN      | Gertrud Schäfer    | 16,18 |
| 4.  | Węgry    | Judit Bognár       | 15,36 |
| 5.  | Polska   | Eugenia Ciarkowska | 14,42 |
| 6.  | Holandia | Loes Boling        | 14,37 |

### Rzut dyskiem
| Lp. | Państwo  | Zawodniczka        | Wynik |
| --- | -------- | ------------------ | ----- |
| 1.  | Węgry    | Jolán Kleiber      | 56,75 |
| 2.  | ZSRR     | Tamara Press       | 54,83 |
| 3.  | NRD      | Ingrid Lotz        | 53,89 |
| 4.  | RFN      | Kriemhild Limberg  | 51,54 |
| 5.  | Polska   | Kazimiera Rykowska | 50,50 |
| 6.  | Holandia | Loes Boling        | 43,10 |

### Rzut oszczepem
| Lp. | Państwo  | Zawodniczka        | Wynik |
| --- | -------- | ------------------ | ----- |
| 1.  | ZSRR     | Jelena Gorczakowa  | 58,49 |
| 2.  | Węgry    | Márta Rudas        | 55,79 |
| 3.  | RFN      | Anneliese Gerhards | 53,00 |
| 4.  | Polska   | Daniela Tarkowska  | 51,69 |
| 5.  | NRD      | Helga Börner       | 50,04 |
| 6.  | Holandia | Greet Versterre    | 43,10 |